# Hästingstjärnen
Hästingstjärnen är en sjö i Vansbro kommun i Dalarna och ingår i Dalälvens huvudavrinningsområde. Sjön har en area på 0,0711 kvadratkilometer och ligger 243,1 meter över havet. Den ingår i Hästingsflottens naturreservat.

## Delavrinningsområde
Hästingstjärnen ingår i det delavrinningsområde (670544-142035) som SMHI kallar för Ovan Uppsäljeån. Medelhöjden är 275 meter över havet och ytan är 9,69 kvadratkilometer. Räknas de 2 avrinningsområdena uppströms in blir den ackumulerade arean 29,28 kvadratkilometer. Rutån som avvattnar avrinningsområdet har biflödesordning 3, vilket innebär att vattnet flödar genom totalt 3 vattendrag innan det når havet efter 317 kilometer. Avrinningsområdet består mestadels av skog (60 procent) och sankmarker (37 procent). Avrinningsområdet har 0,07 kvadratkilometer vattenytor vilket ger det en sjöprocent på 0,8 procent.